# مقياس الأس الهيدروجيني

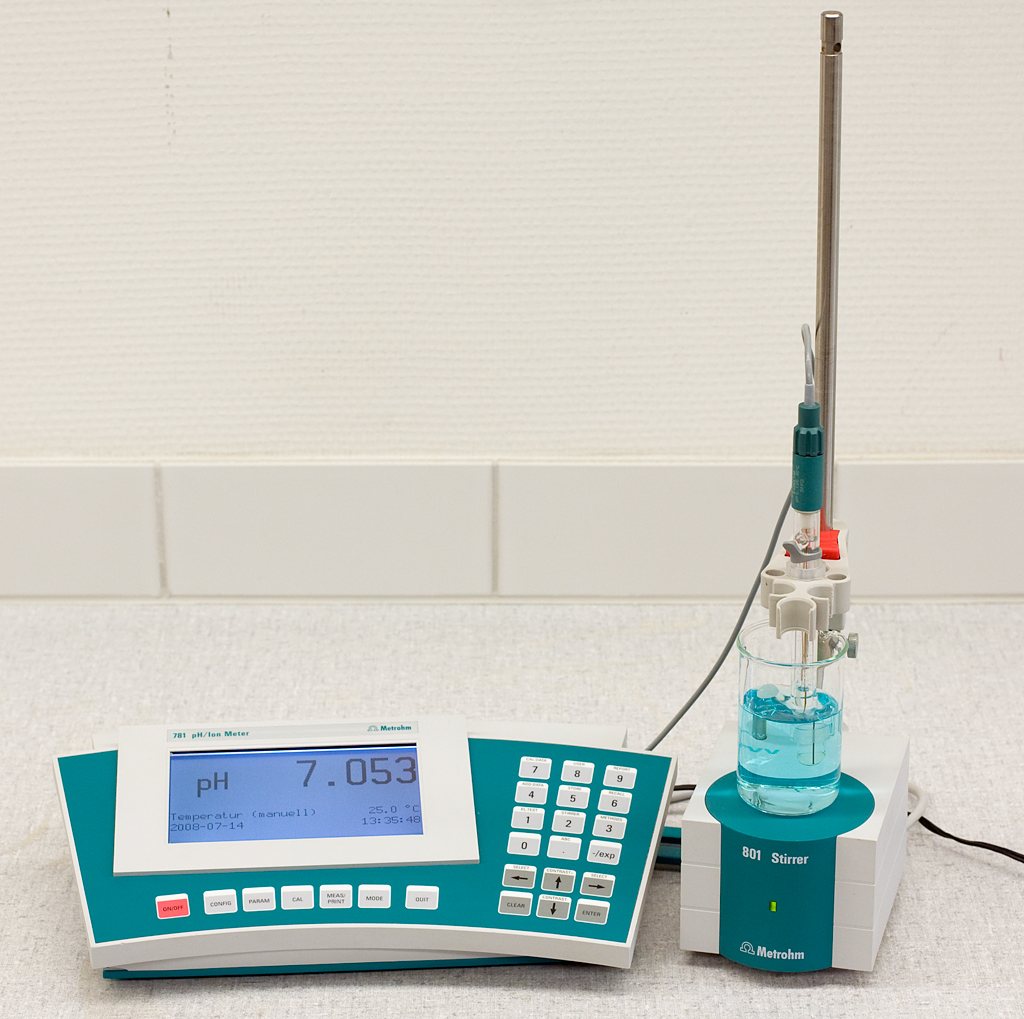
مقياس الأس الهيدروجيني.

مقياس الأسّ الهيدروجيني (بالإنجليزية: pH meter)‏ هي أداة إلكترونية تستعمل لقياس الأسّ الهيدروجيني (درجة الحموضة أو القاعديّة) لسائل معيّن. عادة ما يتكون من قطب خاص (قطب زجاجي) متصل بمقياس إلكتروني يقيس ويعرض رقم الأس الهيدروجيني.

## القطب
القطب يقيس الأسّ الهيدروجيني تبعًا لنشاط الأيّونات الهيدروجينيّة المحيطة بالبصيلة الزّجاجية (bulb) ذات الجدار الرّقيق. هذه البصيلة موجودة على طرف القطب. ينتج القطب فرق صغير (حوالي 0.06 فولط لكلّ وحدة من الأسّ الهيدروجيني). هذا الفرق في الكمون يتمّ قياسه وعرضه على شاشة الجهاز كوحدات للأسّ الهيدروجيني.

### المبدأ
يصعب استخدام القوة الدافعة الكهربائية في خلية كهربائية مكونة من قطبين هيدروجينيين لتعيين قيمة الباهاء في محلول. لذلك نستخدم أنواعا أخرى من أقطاب قياس الأس الهيدروجيني. إلا أن استخدام تلك الأقطاب الأخرى يكون محدودا وقد يلحقة بعض الخطأ أثناء القياس.

### طريقة القياس
يبدأ أولا عملية اعداد قطب الباهاء للقياس وذلك بعملية تسمى "المعايرة". وهذا يتم بتغطيس قطب الباهاء في عدة محاليل منظمة كل منها ذو قيمة باهاء محددة مختلفة، وتسجل قيم القراءات في جدول. وعندما تتم المعايرة بالقياس في محلولين عياريين مختلفي الباهاء، ويمكن أن يكون أحدهما ذو باهاء pH = 7,0. نرسم القيمتين في مخطط بياني ونجر خطا مستقيما بين نقطتي القراءة. بذلك يمكن قياس أقيمة باهاء المحلول المجهول وتعيين قيمة باهائه بمساعدة الرسم البياني.
ونظرا لاعتماد قيمة الباهاء pH على درجة الحرارة فلا بد من أخذ درجة الحرارة في الاعتبار عند قياس الباهاء.

## المقياس
ينحصر دور المقياس في قياس فرق الكمون، مثل مقياس الجهد الكهربي، غير أنّه يعرض القياسات كوحدات الأسّ الهيدروجيني بدلا من وحدات الفولت. مع ملاحظة أن الأسّ الهيدروجيني للمحاليل المنظّمة صالحة فقط عند درجة الحرارة 25 درجة مئويّة.
عند قياس PH لمحلول يكون (7) للمحلول المتعادل مثل الماء واقل من (7) للمحاليل الحامضية وأكثر من (7) للمحاليل القاعدية وان قيمة PH العددية تقل بزيادة حموضة المحلول أي زيادة تركيز H+ وتزداد بزيادة قاعدية المحلول أي بزيادة تركيز OH-

## معايرة الجهاز واستعماله
تتمّ المعايرة عن طريق على الأقلّ محلولين منظّمين ولكن من الأفضل استعمال ثلاث محاليل منظّمة. يحتاج الجهاز المعايرة تقريبا عند كلّ استعمال. هناك بعض الأجهزة الحديثة الصّنع التّي يمكن أن تحتفظ بالمعايرة لمدّة شهر.
المحلول المعياري المنظّم والنّموذجي يملك أسّا هيدروجينيا متعادلا (pH 7). يتمّ اختيار المحلول المنظّم الثّاني تبعا لمجال الأسّ الهيدروجيني الّذي ستتمّ فيه القياسات. في معظم الأحيان، الأسّ الهيدروجيني 10 للمحاليل القاعديّة و4 للمحاليل الحمضيّة.

## الأنواع
تتعدّد هذه الأنواع من البسيطة والرّخيصة الثّمن والتّي تشبه في شكلها القلم إلى الأجهزة المركّبة/ المعقّدة والباهظة الثّمن والتّي يتمّ إيصالها بأجهزة الحاسوب.